# Cantón de Coussey
El cantón de Coussey era una división administrativa francesa, que estaba situada en el departamento de Vosgos y la región de Lorena.

## Composición
El cantón estaba formado por veintiuna comunas:
- Autigny-la-Tour
- Autreville
- Avranville
- Chermisey
- Clérey-la-Côte
- Coussey
- Domrémy-la-Pucelle
- Frebécourt
- Greux
- Harmonville
- Jubainville
- Martigny-les-Gerbonvaux
- Maxey-sur-Meuse
- Midrevaux
- Moncel-sur-Vair
- Punerot
- Ruppes
- Seraumont
- Sionne
- Soulosse-sous-Saint-Élophe
- Tranqueville-Graux

## Supresión del cantón de Coussey
En aplicación del Decreto nº 2014-268 de 27 de febrero de 2014, el cantón de Coussey fue suprimido el 22 de marzo de 2015 y sus 21 comunas pasaron a formar parte del nuevo cantón de Neufchâteau.